# Richard Ayoade
Richard Ellef Ayoade (Hammersmith, 23 mei 1977) is een Brits acteur, komiek, presentator, regisseur en schrijver.
Als acteur is hij is het meest bekend van zijn rol als de computernerd Maurice Moss in The IT Crowd, een rol waar hij een BAFTA voor won. Vanwege zijn nasale stem en droge humor speelt Ayoade vaak sukkelige personages. 
Ayoade heeft bijrollen gehad in meerdere speelfilms en series waaronder The Mighty Boosh en Paddington 2. Zelf heeft Ayoade ook twee films geregisseerd: Submarine en The Double. 
Ook sprak Ayoade stemmen in voor de films The Boxtrolls, Early Man, The Lego Movie 2: The Second Part, Soul, The Bad Guys en de televisieserie The Mandalorian. In 2024 sprak Ayoade de stem in van Declan voor het tweede seizoen van de Disney-serie Monsters at Work. Ook sprak hij in 2024 de stem in van Xeni in de Disney+-serie Dream Productions.
Ayoade heeft meerdere videoclips geregisseerd van onder andere Vampire Weekend en Arctic Monkeys. Ook is hij vaak te gast in Britse comedy shows zoals The Big Fat Quiz of the Year en Have I Got News for You. Van 2017 tot 2020 presenteerde hij de spelshow The Crystal Maze.

## Trivia
- De vader van Ayoade is van Nigeriaanse afkomst en zijn moeder is afkomstig uit Noorwegen.